# Hinrich Kröpelin

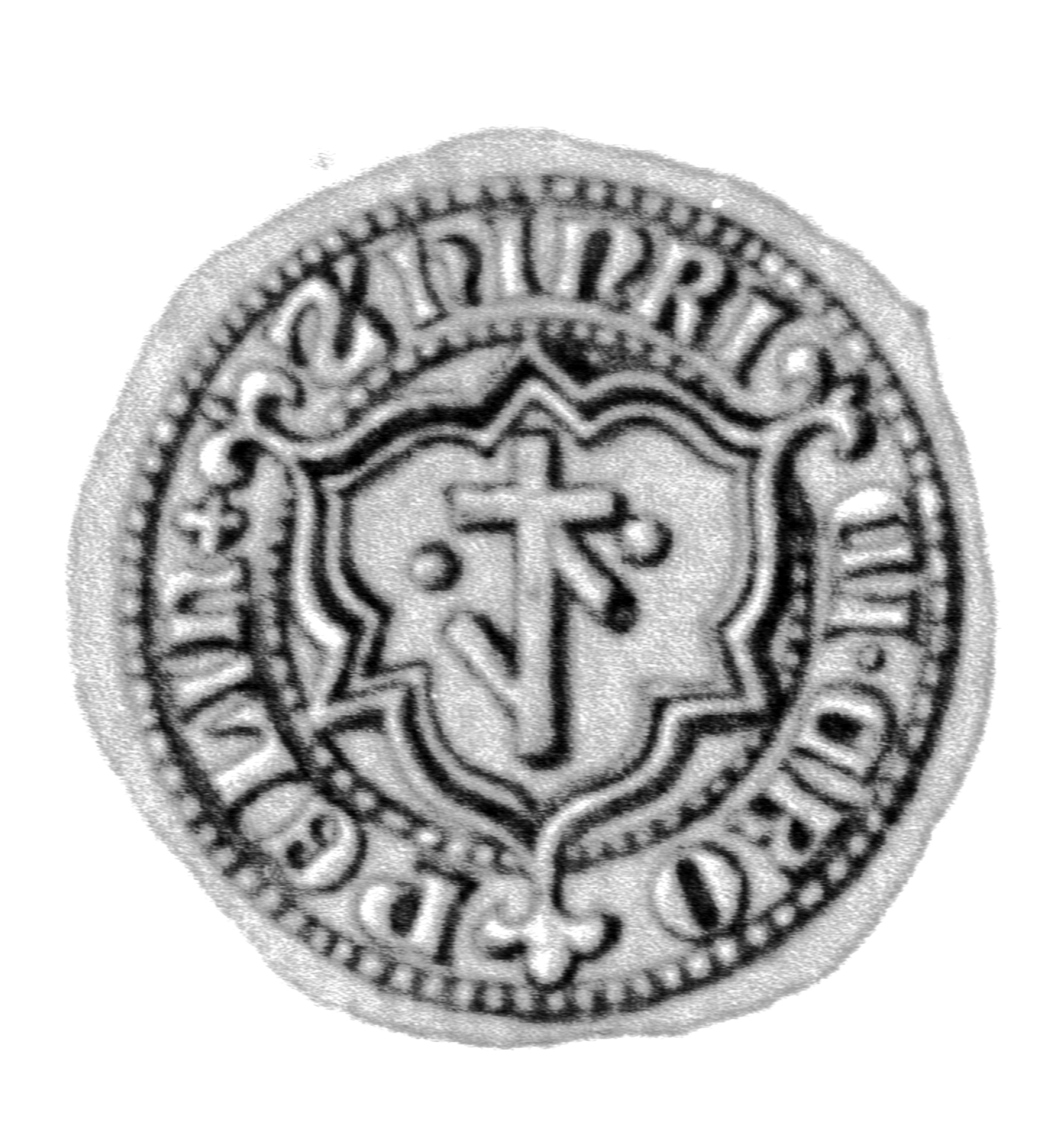
Siegel des Hinrich Kröpelin mit seiner Hausmarke um 1411

Hinrich Kröpelin (* in Lübeck; † 1414) war Ratsherr der Hansestadt Lübeck.

## Leben
Der Kaufmann Hinrich Kröpelin war Sohn des Lübecker Bürgers und Ältermannes der Schonenfahrer Nikolaus Kröpelin († 1380). In den Zeiten der bürgerlichen Unruhen zu Beginn des 15. Jahrhunderts ist er in Lübeck für die Zeit von 1410 bis 1414 als Ratsherr im Neuen Rat nachweisbar. Er war von 1411 bis 1413 Herr der Wedde. Sein 1413 verstorbener Bruder Nikolaus Kröpelin war dagegen bis 1408 Ratsherr im Alten Rat und blieb jedoch beim Machtwechsel auf den Neuen Rat in der Stadt. Er bewohnte das Haus Königstraße 37. In Testamenten Lübecker Bürger wird er mehrfach als Urkundszeuge und als Vormund aufgeführt.